# Nyárlőrinci erdő
Nyárlőrinci erdő este o arie protejată (arie specială de conservare — SAC, sit de importanță comunitară — SCI) din Ungaria întinsă pe o suprafață de 207,17 ha, integral pe uscat.

## Localizare
Centrul sitului Nyárlőrinci erdő este situat la coordonatele 46°52′29″N 19°51′47″E / 46.874722°N 19.863056°E.

## Înființare
Situl Nyárlőrinci erdő a fost declarat sit de importanță comunitară în septembrie 2004 pentru a proteja 1 specie de plante și 4 specii de animale. Situl a fost protejat și ca arie specială de conservare în februarie 2010.

## Biodiversitate
Situată în ecoregiunea panonică, aria protejată conține 1 habitat natural: Păduri stepice euro-siberiene cu Quercus spp..
La baza desemnării sitului se află mai multe specii protejate:
- plante (1): Colchicum arenarium
- mamifere (4): liliac cârn (Barbastella barbastellus), liliac cu urechi de șoarece (Myotis blythii), liliac de iaz (Myotis dasycneme), liliac comun (Myotis myotis)

Pe lângă speciile protejate, pe teritoriul sitului au mai fost identificate 13 specii de plante.